# Baraggia di Bellinzago
Baraggia di Bellinzago este o arie protejată (arie specială de conservare — SAC, sit de importanță comunitară — SCI) din Italia întinsă pe o suprafață de 119 ha, integral pe uscat.

## Localizare
Centrul sitului Baraggia di Bellinzago este situat la coordonatele 45°33′54″N 8°36′22″E / 45.565°N 8.606°E.

## Înființare
Situl Baraggia di Bellinzago a fost declarat sit de importanță comunitară în septembrie 1995 pentru a proteja 1 specie de plante și 22 de specii de animale. Situl a fost protejat și ca arie specială de conservare în februarie 2017.

## Biodiversitate
Situată în ecoregiunea continentală, aria protejată conține 6 habitate naturale: Păduri de stejar sau de stejar și carpen sub-atlantice și medio-europene de Carpinion betuli, Cursuri de apă de la nivel de câmpie la nivel montan, cu vegetație Ranunculion fluitantis și Callitricho-Batrachion, Pajiști uscate europene, Păduri aluvionare cu Alnus glutinosa și Fraxinus excelsior (Alno-Padion, Alnion incanae, Salicion albae), Pajiști cu Molinia pe soluri calcaroase, turboase sau argilos-nămoloase (Molinion caeruleae), Lacuri eutrofice naturale cu vegetație de tip Magnopotamion sau Hydrocharition.
La baza desemnării sitului se află mai multe specii protejate:
- plante (1): Eleocharis carniolica
- păsări (14): pescăruș albastru (Alcedo atthis), stârc cenușiu (Ardea cinerea), ciuf-de-pădure (Asio otus), șorecarul comun (Buteo buteo), caprimulg (Caprimulgus europaeus), barză albă (Ciconia ciconia), erete vânăt (Circus cyaneus), egretă mică (Egretta garzetta), presură galbenă (Emberiza citrinella), presură de grădină (Emberiza hortulana), sfrâncioc roșiatic (Lanius collurio), stârc de noapte (Nycticorax nycticorax), ciocănitoarea verde (Picus viridis), nagâț (Vanellus vanellus)
- amfibieni (2): Rana latastei, Triturus carnifex
- nevertebrate (2): Coenonympha oedippus, rădașcă (Lucanus cervus)
- pești (4): Barbus caninus, Barbus plebejus, zglăvoacă (Cottus gobio), Telestes muticellus

Pe lângă speciile protejate, pe teritoriul sitului au mai fost identificate 2 specii de păsări, 5 specii de amfibieni, 2 specii de mamifere, 1 specie de nevertebrate, 6 specii de reptile.